# Морозково (хутор, Свердловская область)
Морозково — хутор в Свердловской области России, административно подчинённый городу Серову. Входит в Серовский муниципальный округ.
Ранее имел статус посёлка железнодорожной станции и входил в состав Верх-Сосьвинского сельсовета Серовского района.

## Географическое положение
Хутор Морозково расположен в 9 километрах к северо-востоку от деревни Морозково, при одноимённой станции Свердловской железной дороги.

## История
С 1 октября 2017 года согласно областному закону N 35-ОЗ статус изменён с посёлка железнодорожной станции на хутор.

## Население
| 2002 | 2010 |
| ---- | ---- |
| 6    | ↗10  |